# 슬라이 쿠퍼
슬라이 쿠퍼(Sly Cooper)는 소니 컴퓨터 엔터테인먼트가 소유한 일련의 잠입 플랫폼 게임이다. 플레이스테이션 플랫폼으로 발매됐다.
본래 서커 펀치 프로덕션이 개발해 플레이스테이션 2로 출시된 《슬라이 쿠퍼: 전설의 비법서를 찾아서 (2002)》로 시작했으며 이후 후속작 《슬라이 쿠퍼 2: 괴도 브라더스 대작전! (2004)》와 《슬라이 쿠퍼 3: 최후의 대도 (2005)》를 출시해 삼부작으로 완결됐다. 2013년에 산자루 게임스가 개발한 네 번째 게임 《슬라이 쿠퍼: 시브즈 인 타임》이 발매됐으나 후속작이 제작하지 않아 이야기가 중단됐다.
비디오 게임 이외에 만화책 2종과 외전작들이 출시됐다. 시리즈에 기반한 CGI 애니메이션과 텔레비전 애니메이션이 기획됐으나 방영하지 않았다.

## 게임

### 본편
| 2002 | 슬라이 쿠퍼: 전설의 비법서를 찾아서  |
| 2003 |                                      |
| 2004 | 슬라이 쿠퍼 2: 괴도 브라더스 대작전! |
| 2005 | 슬라이 쿠퍼 3: 최후의 대도           |
| 2006 |                                      |
| 2007 |                                      |
| 2008 |                                      |
| 2009 |                                      |
| 2010 | 슬라이 쿠퍼 컬렉션                   |
| 2011 |                                      |
| 2012 |                                      |
| 2013 | 슬라이 쿠퍼: 시브즈 인 타임          |
| 2013 | Bentley's Hackpack                   |

## 관련 매체

### 책
2007년 1월 31일, 스콜라스틱가 출판한 어린이 책 《슬라이 쿠퍼: 도둑을 잡는 법》이 발매됐다. 마이클 앤소니 스틸이 집필했으며 시간대상 《슬라이 쿠퍼: 전설의 비법서를 찾아서》와 《슬라이 쿠퍼 2: 괴도 브라더스 대작전!》 사이에 속한다.

## 흥행
| 게임                                  | 연도 | 메타크리틱                 |
| ------------------------------------- | ---- | -------------------------- |
| Sly Cooper and the Thievius Raccoonus | 2002 | 86/100                     |
| Sly 2: Band of Thieves                | 2004 | 88/100                     |
| Sly 3: Honor Among Thieves            | 2005 | 83/100                     |
| The Sly Collection                    | 2010 | (Vita) 80/100 (PS3) 85/100 |
| Sly Cooper: Thieves in Time           | 2013 | (Vita) 75/100 (PS3) 75/100 |

## 참조

### 주해
1. ↑  영어: Sly Cooper: To Catch a Thief